# Camille d'Hostun, hertug af Tallard
Camille d'Hostun de la Baume, hertug af Tallard (født 14. februar 1652, død 20. marts 1728) var en fransk adelig, diplomat og officer, som blev marskal af Frankrig.

## Militær karriere
Tallard blev tildelt en post som officer i den franske hær som 15-årig. Han gjorde senere tjeneste under prinsen af Condé i Nederlandene og fra 1674, under Turenne i Alsace. Han blev forfremmet til maréchal de camp i 1678, og gjorde tjeneste under Den Pfalziske Arvefølgekrig (1688–1697).
Hans venskab med Ludvig 14. sikre ham en høj stilling. Efter krigen gjorde han i to år tjeneste som ambassadør i London, hvor hans usædvanlige kendskab til europæisk politik viste sig yderst værdifuldt. Da kong Jakob 2. døde i september 1701 anerkendte Ludvig 14. Jakobs søn som hans efterfølger på den engelske trone. Som følge heraf udviste Vilhelm 3. Tallard fra London i 1702.
Tallards militære karriere nåede sit højdepunkt under den spanske arvefølgekrig. Den 7. september 1703 erobrede hertugen af Burgund og Tallard byen Breisach. Tallard belejrede herefter Landau i midten af oktober. En undsætningsstyrke under Frederik 1. af Sverige (eller Hessen-Kassel) blev besejret af Tallards styrker i slaget ved Speyerbach den 15. november. Som følge heraf faldt Landau to dage senere. Kort efter blev Tallard udnævnt til marskal af Frankrig.
I 1704 blev Tallard sendt afsted for at forstærke kurfyrst Maximilian 2. Emanuel af Bayerns fransk-bayerske hær ved Donau, som blev truet af hertugen af Marlboroughs and Prins Eugens allierede armé. Tallard rykkede den 1. juli ud fra Strasbourg, men selv om den seks dages belejring af Villingen ikke lykkedes, (opgivet den 22. juli), kunne den franske marskal bringe 34.000 mand gennem Schwarzwald og nå til Ulm den 5. august.
Tallard fik overkommandoen over den kombinerede fransk-bayerske armé, men i det efterfølgende slag ved Blenheim den 13. august 1704 blev hans armé fuldstændig nedkæmpet. Han blev selv taget til fange og ført til England, hvor han blev holdt fanget på sit æresord i Nottingham.
Forfatteren Daniel Defoe skrev at hans lille, men smukke parterre, i fransk stil var en af skønhederne i Nottingham.

## Senere liv
Da han blev løsladt i 1711 vendte han tilbage til Frankrig. Trods katastrofen ved Blenheim, lod det ikke til at Ludvig 14. bar nag til marskallen. Tallard blev ophøjet til hertug i 1712 og blev Pair af Frankrig i 1715. I Ludvigs testamente blev Tallard udpeget til regentrådet, men hertugen af Orléans fik testamentet nullificeret. Han blev valgt til præsident for Académie des sciences i 1724 og i 1726 blev han minister. Han døde i 1728.

## Familie
Han giftede sig med Marie-Catherine de Grolée de Viriville-La Tivolière, og sammen fik de en søn Marie Joseph d'Hostun de La Baume-Tallard, duc de Hostun, duc de Tallart, (b.1683 - ?). Han giftede sig med Marie Isabelle de Rohan, datter af Hercule Mériadec, hertug af Rohan-Rohan og Anne Geneviève de Lévis, datter af Madame de Ventadour. Parret fik ingen børn. Marie Isabelle var guvernante for Ludvig 15.s børn fra 1735-1754.